# Poligon wojskowy

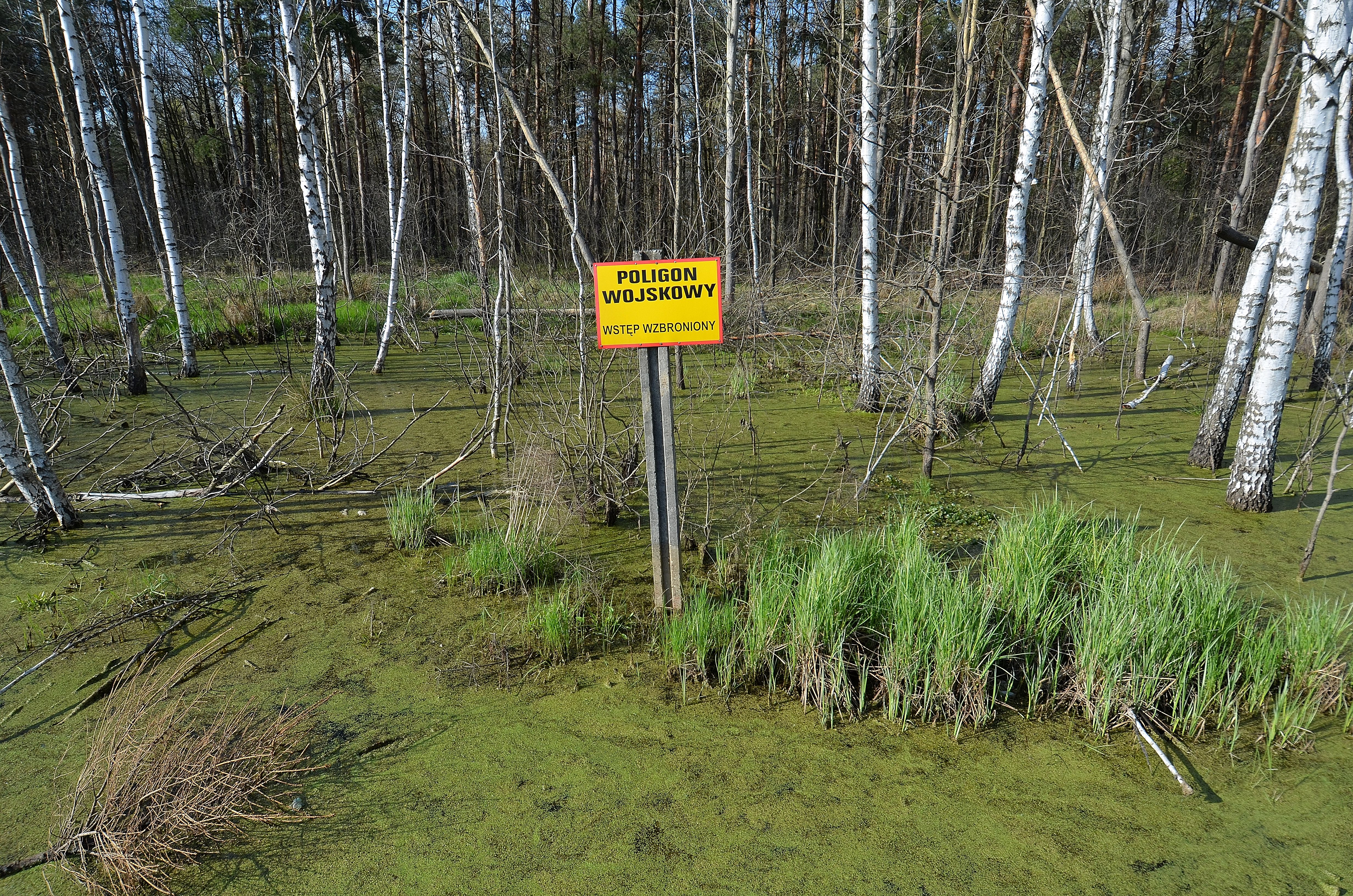
Poligon wojskowy w Wesołej

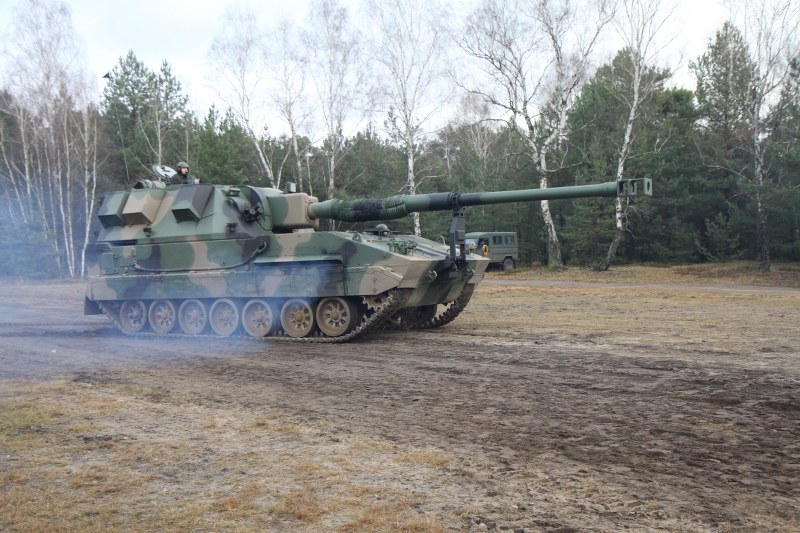
Poligon artyleryjski w Toruniu

Poligon wojskowy – zamknięty teren wojskowy używany do ćwiczeń i manewrów wojskowych, przeprowadzania testów broni oraz opracowywania i testowania taktyki wojskowej. Nazwa wywodzi się od zamkniętego na potrzeby wojska obszaru, najczęściej w kształcie wielokąta (ang. polygon). Pierwsze poligony wojskowe zaczęto tworzyć na potrzeby armii pruskiej pod koniec XVIII wieku.
Zwyczajowo poligonami nazywa się duże wydzielone obszary, zamknięte dla osób cywilnych. Obszary te mogą należeć do jednostek wojskowych stacjonujących w pobliżu lub stanowić niezależne jednostki wojskowe (ośrodki szkolenia poligonowego). Poligon musi posiadać teren i infrastrukturę pozwalającą na przeprowadzenie ćwiczeń wojskowych (pasy taktyczne, place ćwiczeń), ponadto może być wyposażony w infrastrukturę służącą zakwaterowaniu ćwiczących (koszary) oraz ich transport (lotniska, bocznice kolejowe). Na świecie istnieje też wiele byłych poligonów wojskowych, nieużywanych obecnie w celach wojskowych, często otwartych.
Ze względu na przeznaczenie można wydzielić następujące rodzaje poligonów:
- poligony artyleryjskie np. poligon w Toruniu,
- poligony czołgowe, np. poligon w Okonku,
- poligony wojsk specjalnych, np. część poligonu w Wędrzynie,
- poligony chemiczne,
- poligony atomowe,
- poligony lotnicze (bombowo-szturmowe, lotniska), np. 21 Centralny Poligon Lotniczy w Nadarzycach,
- poligony artylerii przeciwlotniczej, np. Centralny Poligon Sił Powietrznych w Wicku Morskim,
- poligony morskie.

Ponadto w użyciu znajdują się także poligony o charakterze niewojskowym:
- poligony przemysłowe, np. poligon doświadczalny czołgów przy Zakładach Mechanicznych Bumar-Łabędy S.A.,
- poligony strażackie, np. w Luboniu koło Poznania.

Wiele ośrodków szkolenia poligonowego często łączy różne z powyższych funkcji, np. poligon w Drawsku Pomorskim oprócz pasa taktycznego dla wojsk lądowych posiada m.in. ośrodki szkolenia wojsk specjalnych i płetwonurków, a ćwiczenia mogą się odbywać również ze współudziałem lotnictwa.